# Međunarodna telekomunikacijska unija
Međunarodna telekomunikacijska unija (International Telecommunication Union - ITU), udruga za telekomunikacije, specijalizirana agencija UN-a. Osnovana je na IV. međunarodnoj konferenciji o radiokomunikacijama u Madridu 1932., a 1934. naslijedila je Međunarodnu telegrafsku uniju osnovanu 1865. Sjedište joj je u Ženevi od 1948.
Republika Hrvatska pristupila je Međunarodnoj telekomunikacijskoj uniji 1992.
Geostacionarna i geosinkrona orbita ograničeni su resurs zbog čega se telekomunikacijski operateri zapisuju kod Međunarodne telekomunikacijske unije za slobodni orbitalni utor komunikacijskim satelitima.